# Trachycephalus imitatrix
Trachycephalus imitatrix é uma espécie de anfíbio da família Hylidae. Endêmica do Brasil, onde pode ser encontrada nos estados do Rio de Janeiro e São Paulo. As populações da Argentina e Paraguai, previamente consideradas desta espécie são tratadas como Trachycephalus dibernardoi.